# Komuniga Island
Komuniga Island (englisch; bulgarisch остров Комунига ostrow Komuniga) ist eine vereiste, in südost-nordwestlicher Ausrichtung 1,3 km lange und 1,1 km breite Insel 1,3 km vor der Graham-Küste des Grahamlands auf der Antarktischen Halbinsel. Sie ist die südlichste der Correo-Inseln in der Bigo Bay und liegt südwestlich der Magnier-Halbinsel und 0,5 km südöstlich von Baurene Island.
Britische Wissenschaftler kartierten sie 1971. Die bulgarische Kommission für Antarktische Geographische Namen benannte sie 2015 nach der Ortschaft Komuniga im Süden Bulgariens.